# Saint-Aubin-de-Lanquais
Saint-Aubin-de-Lanquais é uma comuna francesa na região administrativa da Nova Aquitânia, no departamento Dordonha. Estende-se por uma área de 9,28 km². Em 2010 a comuna tinha 352 habitantes (densidade: 37,9 hab./km²).